# 반첩여

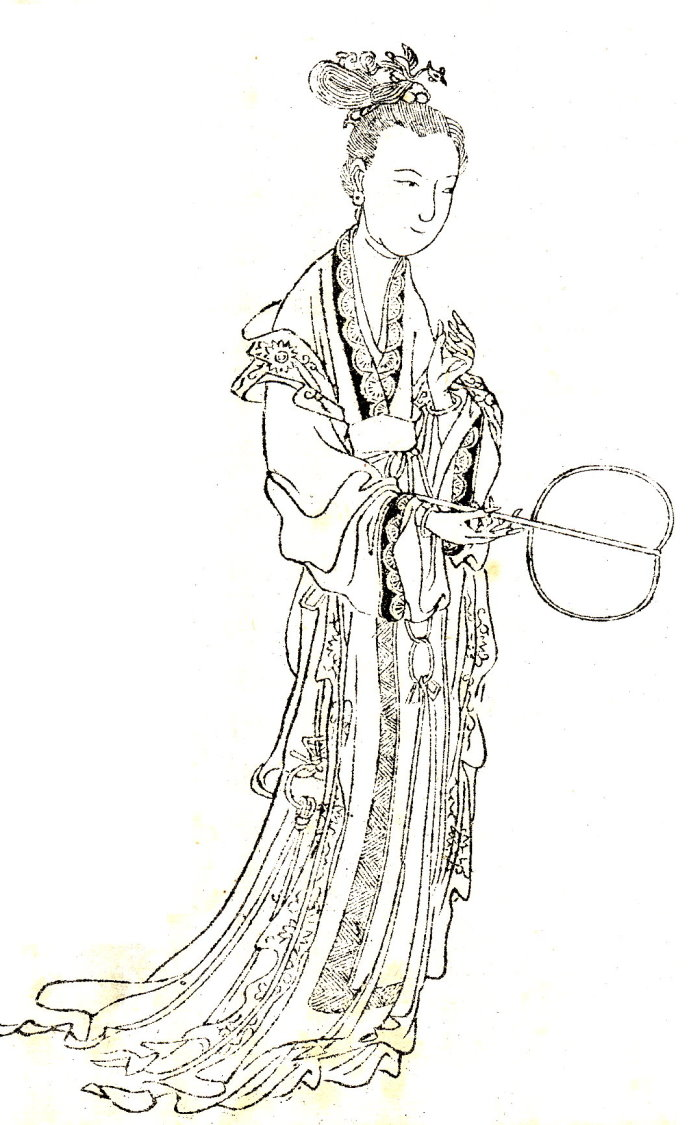

첩여 반씨(婕妤 班氏 B.C 48~2)는 한 성제의 후궁이며 유명한 시인이다.

## 실총하여 모함을 받다
반씨의 이름은 반염(班恬)이다. 함양령 반념구의 딸이며, 반표(班彪)의 고모이고, 반고(班固), 반초(班超), 반소(班昭)의 고모할머니이다. 반씨는 처음에 입궁하여 비교적 지위가 낮은 소사(少使)에 머물다가 총애를 받아 금방 첩여(婕妤)에 책봉되었다. 그녀는 성제와의 사이에 두 아들을 낳았으나 얼마 되지 않아 모두 죽고 말았다. 반첩여는 초기에는 매우 총애를 받는 후궁이었으나, 젊고 아름다운 조비연(趙飛燕)과 그 여동생이 후비로 입궁하면서 점점 실총(失寵)하게 된다. 조비연 자매는 그녀와 허황후(許皇后)를 제거하기 위해 성제에게 허씨와 반씨가 후궁들과 성제를 저주하고 있다고 무고하였고 이 때문에 허황후는 폐위되었다. 반첩여도 모진 고문을 당했으나 결백을 주장하여 결국은 혐의가 풀리고 금까지 하사받았다.

## 궁을 떠나다
혐의는 풀렸지만 반첩여의 신세는 그 옛날 총애를 한 몸에 받던 때와 같지 않았다. 결국 또다시 모함을 받게 될 것이라는 것을 깨달은 반첩여는 자신을 귀여워하던 왕정군 태후를 모신다는 이유로 궁을 나가 장신궁(長信宮)으로 떠나버렸다. 반첩여는 장신궁에 머물며 자도부(自悼賦), 도소부(搗素賦), 원가행(怨歌行) 등 세 편의 시를 지었는데 그 중에 원가행만이 오늘날까지 전한다.
후에 한성제가 붕어하고 곁에서 모시던 조합덕이 죄를 물을까 두려워 자살하자 황위는 정도태후의 손자인 유흔에게 돌아갔다. 장안성으로 다시 돌아온 부태후는 처음엔 겸손했지만 새황제의 권력을 내세워 점점 본색을 들어내기 시작했다.
황태태후가 된 부태후는 태황태후 왕정군을 무시하고 그 일가에게 공격을 퍼부었다. 그러나 서로 간의 세력다툼으로 입은 피해가 너무 심했기에 서로 한 걸음씩 양보해 서로를 견제하는 쪽으로 머물게 되었다. 부태후는 평소에 왕정군을 힘없는 늙은이라며 대놓고 괄시를 했으며 힘있는 자에게 약한 왕정군은 아무 말도 못했다.
부태후의 권력이 절정에 달할 무렵, 생각지도 못한 복병을 만났는데 그것은 다름 아닌 자신의 손자인 황제였다. 한애제는 자신의 몸종이었던 미남자 동현을 사랑하게 되었다. 이에 부태후는 불같이 반발했고 한애제 또한 할머니 밑에서 간섭당하며 살아야 하는 것에 염증을 느끼고 서로 대립하기 시작했다. 한애제는 동현을 대사마의 장군에 올린 것은 물론 그의 일가에 파격적인 벼슬을 주기에 이르렀다.
황궁에 할머니와 손자간의 싸움은 서로를 중병에 이르게 만들었고 먼저 병으로 세상을 떠난 부태후를 뒤따라 한애제도 붕어하고 만다. 이때 왕정군은 황제의 옥쇄를 움켜줘고 급히 왕망을 불러 대사마의 직위에 올리고 중산왕의 아들 유연을 새황제에 올리고 죽은 부태후와 그때까지 살아있던 황태후 조비연, 동현의 세력을 일순간에 숙청했는데 아둔했던 그녀에게 이러한 비상한 책략을 내놓은 것은 바로 장신궁에서 왕정군을 곁에 모시던 반첩여였다.
한성제가 아끼던 조비연은 황태후, 황후, 서민으로 신분으로 추락하다 결국 강요 못이겨 자살했으나 반첩여는 홀로 한성제의 능묘를 지키며 그의 추억하는 것으로 일생을 보냈다고 한다. 최후에 웃는 자는 바로 그녀였다. 비록 황제의 사랑은 오랫받진 못했으나 후대의 많은 시인과 문인들에게 사랑을 받는 시인으로 기억되고 있다.
후에도 그녀의 일가인 반씨는 대단한 운을 타고 났는데 후한말까지 한나라의 정치판에 참여해 크고 작은 일을 겪으면서도 정치적으로 어떤 피해도 입지 않았다. 그 예로 화희황후 등씨의 스승이었던 여학자 반소를 들을 수 있다.

## 원망의 노래
원가행(怨歌行)은 '원망의 노래'라는 뜻으로 여름 한 때 주목을 받던 부채가 가을이 되니 버려진다는 내용이다. 이 시에 나오는 추풍선(秋風扇)이라는 말은 쓸모가 없어진 물건이나 총애를 잃은 여자의 비유로 많이 쓰인다.